# Marysville (Kansas)
Marysville város az USA Kansas államában. Lakosainak száma 3447 fő (2020. április 1.).

## Népesség
A település népességének változása:

| 2010 | 3 294 |
| 2020 | 3 447 |